# Joan Vilà i Ayats
Joan Vilà i Ayats (Riumors, Gerona, 10 de enero de 1886-Granollers, Barcelona, 1981) fue un músico, intérprete de fiscornio, y compositor.

## Biografía
Inició su formación musical con Avi Xaxu y se especializó en el fiscorn con Antoni Agramont, que fue un gran intérprete. En el año 1900 fue admitido en la copla de Tosa de Mar y, mientras estuvo, estudió armonía y composición con el organista de la parroquia de San Vicente.
En 1904 se trasladó a vivir a Granollers y tocó de fiscornaire en las coplas Moderna, primerarmente, y Catalònia después. Se le requirió para tocar en la copla Albert Martí, pero estimó más conveniente incorporarse a la fundación de La Principal de Granollers (años 20), donde también tocaron sus hijos Ramón y Miquel. En este periodo también llevó la Orquesta Vilà Ayats.
Se empezó a dedicar a la composición ya de muy joven para la orquestrina de su padre. A lo largo de su dilatada carrera musical compuso más de dos mil bailables para orquestina, canciones, zarzuelas, sardanas y otra música para copla y orquesta. Su obra más conocida, y que se tilda como himno de Granollers, es el Galope —pasodoble— llamado A la fiesta, para copla pero versionado por banda y orquestina. La ciudad de Granollers tiene dedicada una calle al músico.
Hijos suyos fueron los músicos y compositores Miquel (1909-1974) y Ramón Vilà i Ferrer (1912-2003).

## Obras
(selección)
- En la fiesta (1918), galope, grabado por la Copla Sant Jordi en el D.C. Bandada Catalana de Dansaires. Centenario Barcelona: Bandada Catalana de Dansaires, 2008; hay versión para banda de música y adaptación para flabiol solo (partitura).[4] Hay versión vocal con letra de Antònia Abante Vilalta.
- Cataluña, pasodoble.
- España (1932), vals-jota.
- Gitaneta hermosa, pasodoble.
- Juana de Arco, marcha de pasacalle.
- Música de besos, bailable para orquesta, grabado en disco de 78 r.p.m.
- [5]
- Pascua Triunfante (1975), habanera.
- Toque de fiesta, galope.

### Sardanas
- Amor a la patria.
- El encuentro de la ermita.
- Argentonina (1930).
- El vareo (1948), obligada de tenora y fiscorn.
- La buena nueva.
- El camino del cielo (1905), primera sardana.
- Hacia la sierra (1929).
- Despedida de fiesta (1931).
- Doncellas del plan.
- Estallidos del corazón (1931).
- Escuchamos al fiscorn, obligada de fiscorn.
- Hecho por mí (1948).
- Florecida de estrellas.
- Hoja de álbum (1915).
- Joana, obligada de fiscorn.
- Jorn de fiesta.
- Lurdes de Tona (1948).
- Maricel (1909).
- La modisteta (1909).
- Momentos de felicidad.
- Noche dichosa.
- Nido de amores (1906), escrita originalmente para tres grallas, hay versión para copla.[6] Fue grabada por la banda Els Vernets en el D.C. Música de gralla de autores ochocentistas (Barcelona: Generalidad de Cataluña, 2002 ref. DR-002).
- Pastorcilla.
- La puntaire (1931).
- Regreso a la patria.
- Amapola (1906).
- Encuentro de amor.
- Victoriosa, grabada en el D.C. Músicas tossenques por la copla La flama de Farners (Manresa: CK Music, 2006 ref. CK-40010).

- Nuestro debut y Santa Maria del Corcó, dedicadas a la Copla Montañosa del Esquirol, armonizadas por Joan Vilà.[7]